# كلارا راغاز
كلارا راغاز (30 مارس 1874 - 7 أكتوبر 1957) هي إحدى أبرز دعاة السلام النسويات السويسريات في النصف الأول من القرن العشرين. هي أحد مؤسسي الاتحاد السويسري للنساء العفيفات، وهي منظمة دعمت حركة الاعتدال في سويسرا. شغلت منصب الرئيس الدولي المشارك للرابطة النسائية الدولية للسلام والحرية منذ عام 1929 وحتى عام 1946.

## نشأتها
ولدت كلارا نادغ في 30 مارس عام 1874 في خور في كانتون غريسونس في سويسرا لكريستينا ويوهان خوسوا نادغ. درست لتصبح معلمة، وأكملت تدريبها في عام 1892 في المدرسة العادية في أراو.

## حياتها المهنية
في البداية، درست نادغ في إنجلترا وفرنسا قبل عودتها إلى سويسرا وزواجها من الناشط الاجتماعي ليونارد راغاز في عام 1901. شغلت منصبًا تعليميًا في وادي إنغادين، بينما شغل زوجها منصب كبير رجال الدين البروتستانت في خور بين عامي 1902 و1906. كانت في عام 1902 واحدة من مؤسسي الاتحاد السويسري للنساء العفيفات، وهو ذراع حركة الاعتدال الدولي في سويسرا. انضمت في عام 1907 إلى المنظمة النسوية «الاتحاد من أجل النهوض بالمرأة» عندما كانت في برن مع زوجها الذي كان يعمل قسيسًا في كاتدرائية بازل. انتقلا في عام 1908 إلى زيوريخ، حيث عمل زوجها أستاذًا للاهوت في جامعة زيورخ.
شغلت راغاز في عام 1909 منصب مديرة المعرض السويسري للأعمال المنزلية، والذي عرض أعمال الغزل والقش وغيرها من المنتجات اليدوية التي صنعتها النساء، وناقش أيضًا مشاكل النساء العاملات، والظروف غير الصحية، وممارسات عمل الأطفال. انضمت في عام 1913 إلى الحزب الاشتراكي في سويسرا، واعتنقت وزوجها الاشتراكية الدينية، معتقدةً أن الإيمان المسيحي يتطلب ضميرًا اجتماعيًا يساعد الطبقة العاملة. شاركت في عام 1915 في تأسيس القسم السويسري من الرابطة النسائية الدولية للسلام والحرية، وبقيت رئيسةً لها حتى عام 1946. بدأت في عام 1919 العمل مع الرابطة النسائية الدولية للسلام والحرية في جنيف وحضرت مؤتمر الرابطة الذي عًقد في زيورخ. استقال زوجها من عمله الجامعي في نفس العام، وانتقلا إلى حي أوسيرسل للعيش هناك. كانا ملتزمين بالمطالبة بالرفاهية الاجتماعية للطبقة العاملة، وبدأت راغاز إلقاء محاضرات في المدرسة الاجتماعية للنساء.
ترجمت راغاز في عام 1922 كتاب الأسس الدينية للإنجيل الاجتماعي إلى اللغة الألمانية وهو من تأليف والتر راوشنبوش، وأحد أكثر كتبه تأثيرًا. عُينت في عام 1929 خلفًا لجين أدامز بصفتها واحدة من الرؤساء الدوليين المشاركين في الرابطة النسائية الدولية للسلام والحرية. قررت تقاسم المسؤوليات بسبب حجم العمل الذي يجب عليها القيام به مع كل من غيرترود باير، وإميلي جرين بالش. قادت راغاز، وباير، وبالش الرابطة النسائية الدولية للسلام والحرية خلال سنوات الحرب الصعبة عندما كان الدفاع عن الحدود والدفاع عن الموقف المناهض للحرب موضع خلاف في كثير من الأحيان. استقالت وزوجها من الحزب الاشتراكي في عام 1935 بسبب موقف الدفاع الوطني. بقيت نشطة في الحركة السلمية حتى انتهاء الحرب.

## وفاتها وإرثها
توفيت راغاز في 7 أكتوبر من عام 1957 في زيوريخ. في عام 2015، قدمت جمعية النساء السويسريات الشرقيات، في سانت غالن في سويسرا، سلسلة محاضرات تكريمًا لعملها السلمي.